# Novaks Ultimatum
Novaks Ultimatum ist ein Fernsehkriminalfilm von Andreas Prochaska aus dem Jahr 2003 mit Mark Keller in der Titelrolle. Tragende Rollen sind mit Hanns Zischler, August Zirner, Jophi Ries, Claude-Oliver Rudolph und Florentine Lahme besetzt. 
Der im Auftrag von Sat.1 produzierte Film wurde am 13. Mai 2003 erstausgestrahlt.

## Handlung
Der ehemalige Polizist Heinz Novak wohnt gemeinsam mit einem Kater auf einem Hausboot. Vor einigen Jahren wurde der hochdekorierte Ermittler bei einem Einsatz als V-Mann entlarvt und wochenlang unter Folter gefangengehalten. Er beschuldigte seine Kollegen und seinen Vorgesetzten, den Generalstaatsanwalt Dr. Erhardt, ihn verraten zu haben, begann zu trinken und musste traumatisiert den Dienst quittieren. Seine damals schwangere Freundin Karin lebt seitdem mit seinem Ex-Partner Hofmann zusammen.
Dieser überredet Novak nun, in seinen Job als V-Mann zurückzukehren, da Neonazis den Mord an Dr. Erhardt planen. Bei einem Anschlag wurde bereits dessen Chauffeur Petersen getötet, Erhardt und seine Tochter überlebten schwer verletzt. Erhardt ist im Besitz eines Stasi-Archivs, das hochrangige Neonazis entlarven könnte. Diese haben jedoch Kenntnis davon erhalten und wollen das Archiv vernichten, bevor es komplett ausgewertet werden kann. Erhardt plant, in einigen Tagen einen Untersuchungsausschuss zu leiten, der die Verbindungen der Hildebrandt-Verlagsgruppe mit ultrarechten Gruppierungen prüfen soll. Der Staatsanwalt befürchtet jedoch einen weiteren Anschlag und setzt Novak auf Hildebrandt an.
Am Flughafen fangen Novak, Hofmann und dessen junge Assistentin Claudia Roloff den bestellten Berufskiller Kunze ab, Novak gibt sich als dieser aus, und wird von Stefan Schwarze zu dem Landsitz von Dr. Hildebrand gebracht, wo er die Bekanntschaft von dessen Tochter Charlotte und seines Handlangers Ziegler macht. Er wird angewiesen, am Tag, wenn der  Untersuchungsausschuss zusammenkommt, Dr. Erhardt vor dem Justizgebäude zu erschießen und anschließend wieder zu verschwinden. Während seines Aufenthaltes kommen sich Novak und Charlotte näher und er begreift, dass sie keine Ahnung von den Aktivitäten ihres Vaters hat.
Staatssekretär Schuster beordert Hofmann zu sich und offenbart ihm seine Pläne, die er gemeinsam mit Hildebrandt verfolgt. Die beiden wollen es so aussehen lassen, als ob Novak Erhardt erschießen wolle, um Rache an dem Verrat vor einigen Jahren zu üben. Sollte Hofmann Novak warnen, würden sie seiner Frau Karin und deren Tochter etwas antun. Außerdem haben sie bereits Claudia Roloff und Stefan Schwarze, der sich mit Novak angefreundet hat, umgebracht und sämtliches Beweismaterial vernichtet.
Am Tag, an dem der Anschlag stattfinden soll, findet Charlotte im Keller des Hauses ihres Vaters die Leiche von Stefan und begreift die Zusammenhänge. Als Novak gerade seine Waffe auf Erhardt richtet, der zur Sicherheit eine schusssichere Weste trägt, taucht Charlotte am Justizgebäude auf und warnt Novak vor der Falle. In der folgenden Panik schießt Ziegler, der sich auf dem Dach eines nahe gelegenen Hauses als Scharfschütze postiert hat, erst auf Hofmann und dann auf Charlotte, die in den Armen ihres Vaters stirbt. Ziegler wird daraufhin von Novak ebenfalls tödlich getroffen.

## Kritik
- „Der Sat.1-Reißer ist nicht frei von Klischees und logischen Schlaglöchern. Aber Regisseur Prochaska weiß, wie man Spannung aufbaut. Und Mark Keller inszeniert sich geschickt als großer Schweiger. Spannung mit Polit-Touch!“ – TV Spielfilm